# 타진판

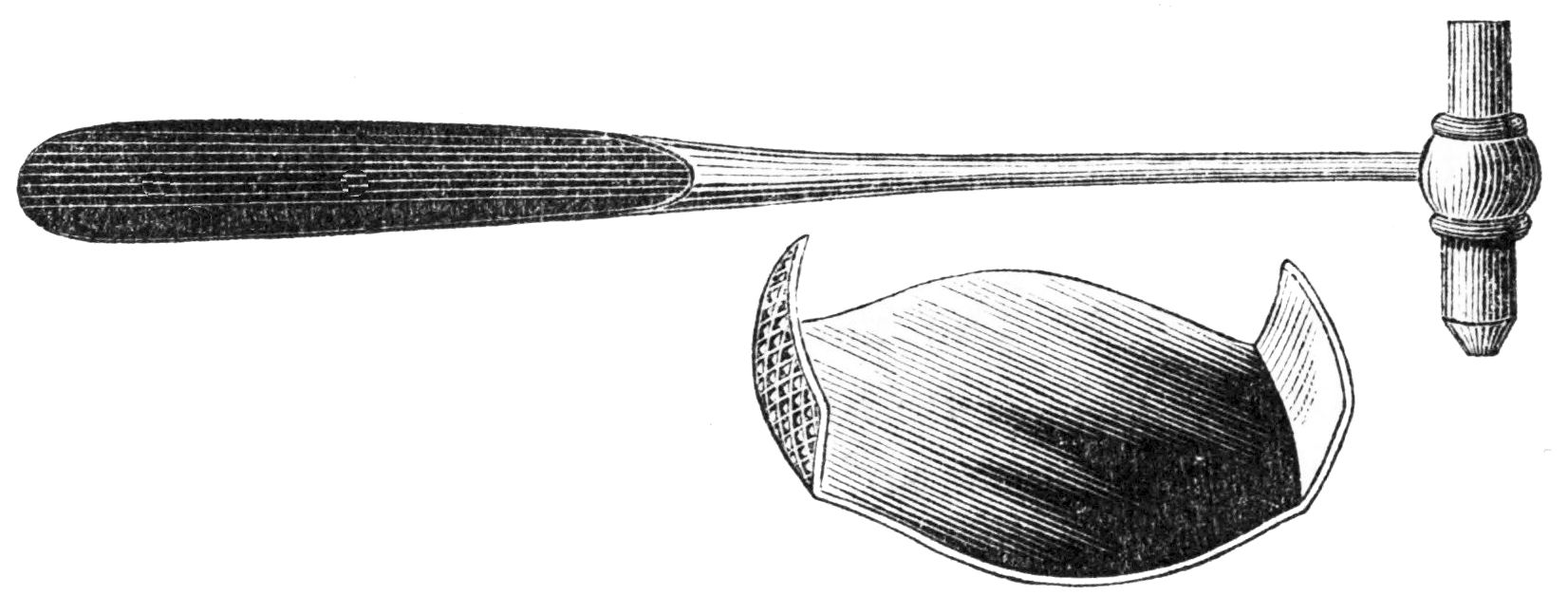
타진추와 타진판

타진판(pleximeter)은 타진추(plexor)가 두드린 충격에 의해 생성된 에너지를 흡수하는, 신체검사 중에서도 타진에 사용되는 기구이다.
타진을 하는 동안 검사자의 가운뎃손가락이 보통 타진판 역할을 한다. 검사자 왼손의 손가락은 손가락과 가슴벽 사이의 공기를 제거하기 위해 가슴벽에 밀착시키고, 타진추로 타진판(손가락)의 중간 손발가락뼈를 친다. 손가락이 아니고 나무, 상아, 기타 단단한 물질로 만든 도구일 수도 있다.